# Danity Kane

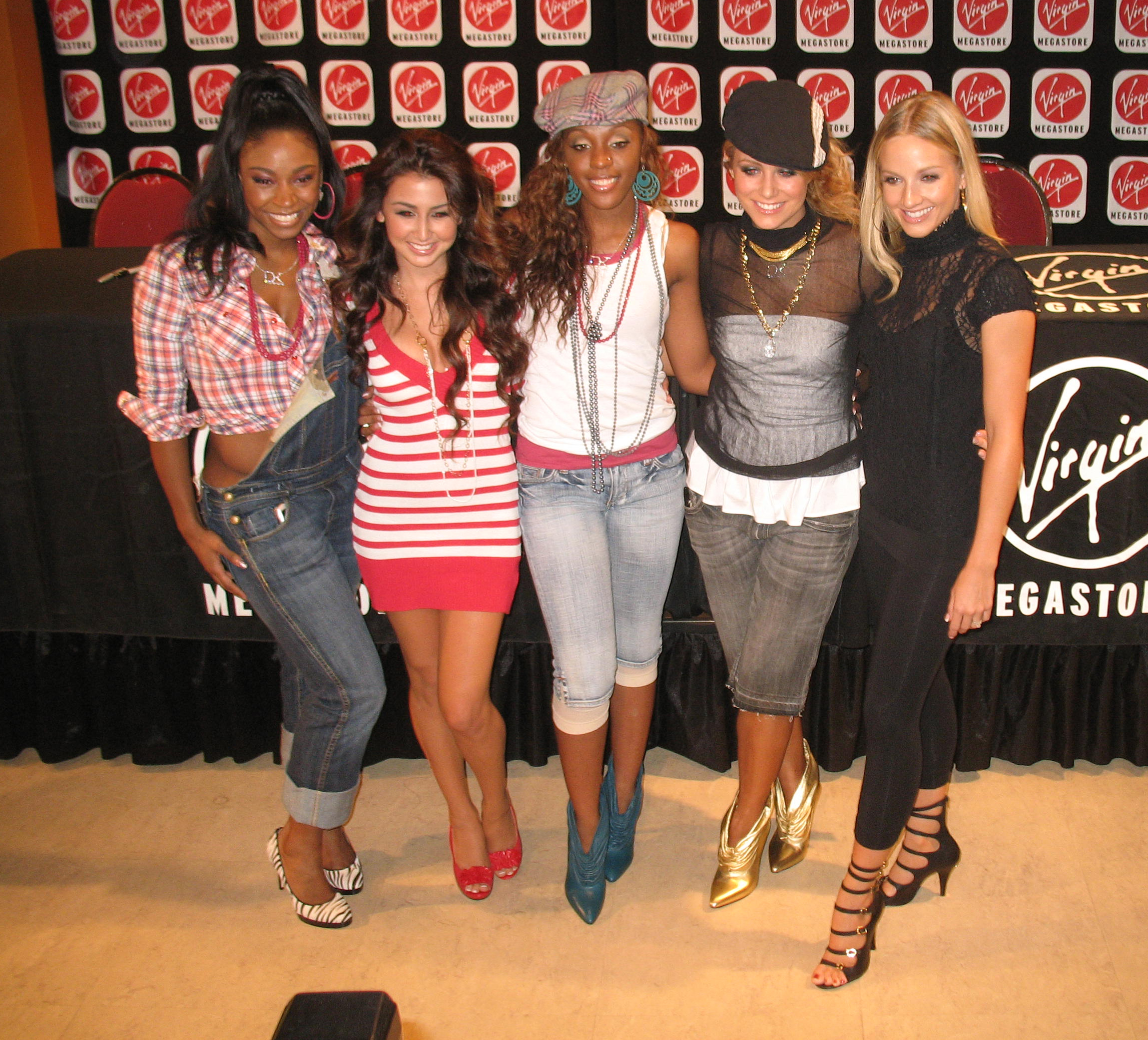
Danity Kane under ett signeringstillfälle den 9 september 2006

Danity Kane var en amerikansk R&B-grupp som bildades 2005 under tredje säsongen av Sean Combs TV-serie Making the Band. Deras första album släpptes under 2006 och såldes i över en miljon exemplar.

## Medlemmar
- Shannon Bex
- Aundrea Fimbres
- Dawn Richard
- Aubrey O'Day
- D. Woods

## Diskografi

### Album
- 2006 – Danity Kane med låten Heartbreaker